# Eduard Wilhelm Grade
Eduard Wilhelm Grade (ur. 1787 w Kiezmarku, zm. w 1877 w Gdańsku) – gdański kupiec i portugalski urzędnik konsularny.

## Życiorys
Pełnił funkcję radnego m. Gdańska (1831-1833) oraz kierownika konsulatu Portugalii w Gdańsku w randze wicekonsula (1845-1848). 